# Jonathan Little (Pokerspieler)
Jonathan Little (* 22. Dezember 1984 in Pensacola, Florida) ist ein professioneller US-amerikanischer Pokerspieler. Er gewann zweimal das Main Event der World Poker Tour und wurde 2007/08 als Spieler des Jahres dieser Turnierserie ausgezeichnet.

## Persönliches
Little spielte ab seinem 13. Lebensjahr das Sammelkartenspiel Magic: The Gathering und schaffte es bis auf Platz neun der Weltrangliste. Später studierte er Ingenieurwissenschaften und Psychologie an der University of West Florida und arbeitete als Flugzeugtankwart am Flughafen. Aufgrund seiner Pokererfolge gab Little sowohl das Studium als auch die Arbeit auf. Er ist mit einer Anwältin verheiratet und Vater zweier Söhne. Die Familie lebt in New York City.

## Pokerkarriere
Little konzentrierte sich nach seinem 18. Geburtstag auf Onlinepoker, nachdem er auf der Plattform partypoker 50 US-Dollar unter dem Nickname FieryJustice eingezahlt hatte. Seine Turniergewinne auf PokerStars als Jcardshark und Full Tilt Poker als KagM7F7 liegen bei über einer Million US-Dollar.
Seine erste Geldplatzierung bei einem Live-Turnier erzielte Little im Januar 2006 in Robinsonville im US-Bundesstaat Mississippi. Im Juni 2006 war er erstmals bei der World Series of Poker (WSOP) im Rio All-Suite Hotel and Casino am Las Vegas Strip erfolgreich und kam bei vier Turnieren der Variante Texas Hold’em ins Geld. Im Januar 2007 saß er am Finaltisch des Main Events des PokerStars Caribbean Adventures auf den Bahamas und belegte den mit rund 320.000 US-Dollar dotierten fünften Platz. Mitte Mai 2007 gewann Little das Main Event der World Poker Tour (WPT) im Mirage am Las Vegas Strip mit einer Siegprämie von über einer Million US-Dollar. Ende Oktober 2007 wurde er beim WPT-Main-Event im kanadischen Niagara Falls Zweiter hinter Scott Clements und erhielt dafür knapp 750.000 US-Dollar. Am Saisonende 2007/08 wurde Little als WPT Player of the Year ausgezeichnet. Anfang November 2008 sicherte er sich in Mashantucket seinen zweiten WPT-Titel und erhielt sein bisher höchstes Preisgeld von über 1,1 Millionen US-Dollar. Bei der WSOP 2013 belegte Little bei einem Six-Handed-Event in Texas Hold’em den dritten Platz für knapp 250.000 US-Dollar. Im März 2020 wurde er als „People’s Choice Award for Poker Personality of the Year 2019“ mit einem Global Poker Award ausgezeichnet.
Insgesamt hat sich Little mit Poker bei Live-Turnieren mehr als 8 Millionen US-Dollar erspielt. Von April bis November 2016 spielte er als Teil der Las Vegas Moneymakers in der Global Poker League, verpasste mit seinem Team jedoch die Playoffs.